# Petworth House
Petworth House v župniji Petworth v Zahodnem  Sussexu v Angliji je baročni podeželski dvorec iz poznega 17. stoletja, ki ga je leta 1688 obnovil Charles Seymour, šesti vojvoda Somersetski, in je bil leta 1870 spremenjen po zasnovi arhitekta Anthonyja Salvina . Vsebuje zapletene lesene rezbarije  Grinlinga Gibbonsa (umrl 1721). Dvorec je na posestvu Petworth. Stoletja je bil južni dom družine Percy, grofov Northumberlandskih. Dvorec je znan po svoji obsežni umetniški zbirki, ki jo je zbral George Wyndham, tretji grof Egremontski (1751–1837), z veliko deli njegovega prijatelja Turnerja. Prav tako ima obsežen park, ki ga je oblikoval Capability Brown,z največjimi čredami damjakov v Angliji.

## Zgodovina
Posestvo Petworth je prvič prišlo v posest družine Percy kot kraljevsko darilo Adelize Louvain, vdove kralja Henrika I. (1100–1135), ki ga je podarila svojemu bratu Joscelinu Louvainu. Poročil se je s Percyjevo dedinjo in sprejel priimek Percy. Njegovi potomci so postali grofje Northumberlandski, najmočnejša družina v severni Angliji. 
Družina Percy, katere glavni sedež je bil na gradu Alnwick v Northumberlandu, ki je mejil na Škotsko, je imela Petworth za svoje občasno bivanje. V poznem 16. stoletju je kraljica Elizabeta I. postala sumničava do družine Percy in Marije Škotske in jih je zaprla v Petworth. 
Leta 1670 je Josceline Percy (1644–1670), 11. grof Northumberlandski,  umrl brez moškega naslednika, zato je njegovo precejšnje premoženje in posestva Petworth House, grad Alnwick, Syon House in Northumberland House podedovala njegova dveletna hčerka in edina dedinja Elizabeth Percy (1667–1722). Leta 1682 je pri starosti 16 let že dvakrat ovdovela in se je poročila z 20-letnim Charlesom Seymourjem, šestim vojvodo Somersetskim (1662–1748), čigar družina je imela sedež v gradu Marlborough v Wiltshiru. To je postal eden najbogatejših parov v Angliji.
Na posestvu so bile najprej utrjena graščina, ki jo je zgradil Henry de Percy, prvi baron Percy (1273–1314), kapela iz 13. stoletja in klet, ki je še vedno ohranjena. Leta 1750 sta bila hiša in posestvo v lasti družine Wyndham, potomcev sira Charlesa Wyndhama, četrtega baroneta (1710–1763) Orcharda Wyndhama iz Somerseta, nečaka in sodediča Algernona Seymourja, sedmega vojvode Somersetskega (1684–1750).  Kot del dediščine in razdelitve Percyjeve dediščine, ki je bila vir spora med sedmim vojvodo in njegovim očetom, šestim vojvodo, leta 1749 , je po smrti šestega vojvode kralj Jurij II. podelil sedmemu vojvodi štiri dodatne plemiške naslove, tudi baron Cockermouth in grof Egremont sta bila ustvarjena kot pravica do dedovanja po siru Charlesu Wyndhamu, predvidenem in dejanskem prejemniku Petwortha, gradu Cockermouth in gradu Egremont. Edina hči sedmega vojvode Elizabeth Seymour in njen mož sir Hugh Smithson, četrti baronet (umrl 1786), sta prejela druga Percyjeva posestva, tudi grad Alnwick in Syon House, skupaj z naslovoma baron Warkworth v gradu Warkworth in grof Northumberlandski, ustvarjen leta 1749 kot pravica do dedovanja po Smithsonu. Šesti vojvoda je "imel nasilen odpor do Smithsona" , moža njegove vnukinje. Odločil se je, da bo preprečil Smithsonu dedovanje katerega od Percyjevih posesti in je želel za svojega edinega dediča vnuka sira Charlesa Wyndhama, katerega starodavna družina je izvirala iz podeželskega dvorca Felbrigg Hall v Norfolku in je bil poročen v plemstvu; njegov prednik sir John Wyndham (umrl 1503) je bil poročen z Margaret Howard, četrto hčerko Johna Howarda, prvega vojvode Norfolškega, dvornega ceremoniarja (okoli 1425–1485). Del njegovega načrta je bila peticija kralju, naj mu podeli dodaten naslov grof Northumberlandski s pravico do dedovanja po Wyndhamu. Načrtu je nasprotoval sin, prihodnji sedmi vojvoda, ki je naslovil na kralja protipredlog. Uspelo mu je vsaj pri odlogu priprave kraljevskega patenta. Šesti vojvoda je umrl leta 1748, preden je bil patent sestavljen, in sedmi vojvoda je uveljavil shemo, po kateri je razdelil Percyjevo dediščino med svojega zeta Smithsona in sira Charlesa Wyndhama, ki ga je izbral za dediča zetov oče.
V skladu z željami svojega tasta, sedmega vojvode, je leta 1750 Smithson spremenil svoj priimek z zakonom parlamenta v Percy, sprejel Percyjev grb in leta 1766 je bil imenovan za vojvodo Northumberlandskega in grofa Percy. To je še pred poroko z Elizabeth Percy leta 1682 določil šesti vojvoda, češ da bi morali on in njegovi potomci imeti priimek Percy, vendar to ni bilo zavezujoče za par, ki je bil mladoleten. Leta 1687 je vojvodinja, ki je dopolnila 21 let, odpravila sporazum. Leta 2015 je bil Smithsonov potomec Ralph Percy, 12. vojvoda Northumberlandski, (rojen 1956) še vedno lastnik omenjenega Percyjevega posestva.
Wyndham, grofje Egremontski, so kmalu izumrli po moški liniji. Pred tem je George Wyndham, tretji grof Egremontski (1751–1837) zapustil Petworth in grad Cockermouth svojemu nezakonskemu sinu in posvojencu Georgeu Wyndhamu (1787–1869), ki ga je leta 1859 kraljica Viktorija imenovala za barona Leconfieldskega in je prevzel različico naslova Wyndham. Tretji grof moški dedič je bil njegov nečak George Wyndham, četrti grof Egremontski (1786–1845), zadnji grof, ki je v skladu z zakonodajo podedoval grofijo. Odvzeta pa mu je bila Percyjeva dediščina, to je Petworth, namesto tega pa je dobil posestvo Orchard Wyndham, ki je danes še vedno v lasti družine Wyndham. Poskušal je nadomestiti izgubo Petwortha z gradnjo svojega veličastnega doma v Devonu, imenovanega Silverton Park, ki je veljal za odvratnega in je bil porušen leta 1901. Prihodnji šesti baron Leconfieldski je leta 1963 postal baron Egremontski, v nekem smislu je spet dobil naslov grofije, ki je bilo odvzeto njegovemu pradedku Georgeu Wyndhamu (1787–1869).
Hišo in jelenji park je Edward Wyndham (1883–1967), peti baron Leconfieldski,  leta 1947 predal državi in ju zdaj upravlja National Trust pod imenom Petworth House & Park.
Leconfieldska posestva še naprej vključujejo velik del Petwortha in okolice. Vsebina hiše, predvsem slike in skulpture, so zdaj v lasti National Trusta.
Lord Egremont in njegova družina živijo v južnem krilu, kar omogoča, da je velik preostanek odprt za javnost. Lady Egremont je obnovila vrtove. 
V današnji zgradbi je pomembna zbirka slik in kipov, tudi 19 oljnih slik slikarja J. M. W. Turnerja (nekatere so v lasti družine, nekatere so v lasti galerije Tate), Turner je redno obiskoval Petworth, slike van Dycka, rezbarije Grinlinga Gibbonsa in Bena Harmsa, klasične  in neoklasične skulpture (tudi Johna Flaxmana in Johna Edwarda Carewa) ter stenske in stropne poslikave Louisa Laguerrja. Na ogled je tudi globus Emeryja Molyneuxa, menijo, da je edini na svetu v svoji prvotni obliki iz leta 1592. 

## Park
283 hektarjev velik urejen park, znan kot Petworth Park, ima največje črede damjakov v Angliji. . Park je zelo znan v Angliji predvsem zaradi številnih slik, ki jih je  naslikal Turner. Na voljo je tudi 12 hektarjev gozdnega vrta, znanega kot Pleasure Ground. 
Petworth House je dom kluba Petworth House Real Tennis (veliko zasebnih posestev ima igrišče za pravi tenis (real tennis), ki je ena številnih iger,  imenovanih "šport kraljev" – iz njega izhaja sodobni tenis na travi). Petworth park je tudi prizorišče kriketa.

## Okolica
Kot je bilo običajno za srednjeveški dvorec, je bil tudi ta zgrajen poleg župnijske cerkve, okoli katere se je razvilo naselje, ki je zdaj zraslo v večje mesto. Tak položaj je nenavaden za podeželski dvorec take velikosti in časa. Petworth House in park sta danes v neposredni bližini mesta Petworth.